# Frank Rattray Lillie

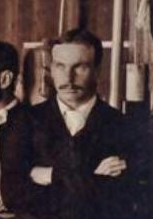
Lillie 1908

Frank Rattray Lillie (* 27. Juni 1870 in Toronto; † 5. November 1947 in Chicago) war ein kanadisch-US-amerikanischer Zoologe und Embryologe.
Lillie studierte an der University of Toronto mit dem Schwerpunkt Endokrinologie und Embryologie und ging 1891 in die USA, da er im Sommer regelmäßig am Marine Biological Laboratory (MBL) in Woods Hole (Massachusetts) arbeitete. Er setzte sein Studium an der Clark University (bei Charles Otis Whitman) und der University of Chicago fort, wo er 1894 in Zoologie promoviert wurde. Danach war er Instructor an der University of Michigan und ab 1899 Professor für Biologie am Vassar College. 1900 wurde er Assistant Professor für Zoologie an der University of Chicago und 1906 Professor für Embryologie. Er stand dort 1910 bis 1931 der Fakultät für Zoologie vor (als Nachfolger von Charles Otis Whitman). 1900 wurde er Assistant Director und 1908 (als Nachfolger von Whitman) Direktor des MBL, was er bis 1925 blieb, als er Vorsitzender des Verwaltungsrats (Board of Trustees) des MBL wurde.
1895 heiratete er Frances Williams Crane, die er am MBL kennengelernt hatte. Sie war die Tochter des wohlhabenden Chicagoer Geschäftsmanns Richard T. Crane und Lillie konnte von Seiten der Familie seiner Frau finanzielle Unterstützung für das MBL organisieren. 1925 gelang es ihm mit Hilfe der Rockefeller Foundation finanzielle Mittel zur Gründung des Ozeanographischen Instituts in Woods Hole (1930) zu erhalten. Er war dessen erster Präsident (bis 1939).
1933 wurde Lillie in die American Academy of Arts and Sciences gewählt. 1935 bis 1939 war er Präsident der National Academy of Sciences, in welche er 1915 gewählt wurde. 1934 wurde er zum Ehrenmitglied (Honorary Fellow) der Royal Society of Edinburgh gewählt. 1939 erhielt er deren Alexander Agassiz Medal. 1935/36 stand er dem National Research Council vor.
Er erkannte unter anderem die Rolle von Sexualhormonen bei der Differenzierung von Zellen beim Embryo und erklärte so das Auftreten von Kühen ohne Sexualorgane (Freemartinismus) dadurch, dass sie einen männlichen Zwilling in der Placenta hatten, mit dem sie Sexualhormone teilten (veröffentlicht in Science 1917).